# Manraja
Manraja – gaun wikas samiti we wschodniej części Nepalu w strefie Sagarmatha w dystrykcie Saptari. Według nepalskiego spisu powszechnego z 2001 roku liczył on 673 gospodarstw domowych i 3660 mieszkańców (1817 kobiet i 1843 mężczyzn).